# Hiram Maxim
Hiram Stevens Maxim (Sangerville, 5 de fevereiro de 1840 — Londres, 24 de novembro de 1916) foi um inventor inglês que nasceu nos Estados Unidos.
Começou por trabalhar como construtor de carroças numa fábrica em Fitchburg, no estado do Massachusetts, e ao mesmo tempo registou a patente de diversos inventos, nomeadamente aparelhos a gás e lâmpadas eléctricas.
Aos 38 anos passou a engenheiro-chefe da Companhia de Electricidade dos Estados Unidos, mas três anos depois emigrou para Inglaterra. Naturalizou-se inglês e passou a preocupar-se mais com inventos e o seu fabrico.

Em 1881, visitou em Paris uma exposição dedicada à electricidade. A partir desse ano, trabalhou em Londres na elaboração de uma metralhadora, uma arma de fogo automática. Em 1884, formou a Companhia de Armas Maxim e, no ano seguinte, fez uma demonstração ao exército britânico da primeira metralhadora automática do mundo. A metralhadora era capaz de disparar ininterruptamente até que todo o cinto de munições fosse gasto, disparava 500 vezes por minuto, o equivalente na altura aos disparos de cerca de 100 espingardas.

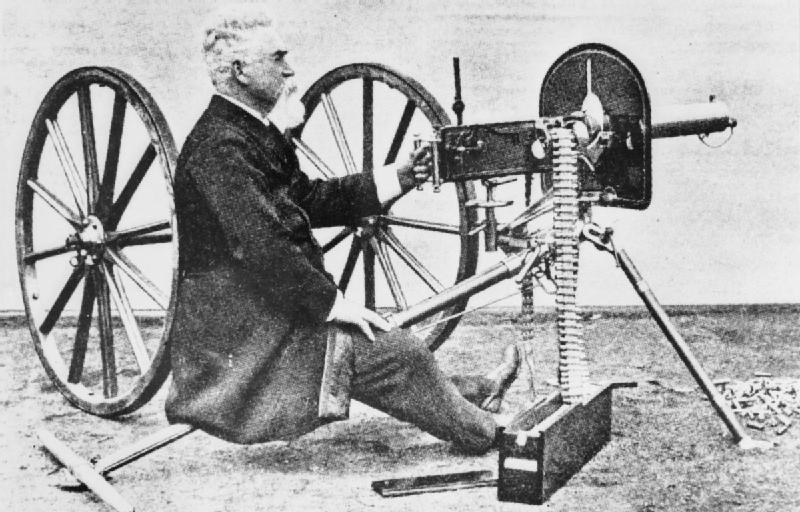
Sir Hiram Maxim e sua metralhadora.

Quatro anos depois, o exército britânico adoptou a arma de Hiram Maxim, que ficou com o seu nome, seguindo-se, a partir de 1890, a Áustria-Hungria, Império Alemão, Itália, Suíça e Império Russo como nações clientes. A arma foi utilizada pela primeira vez em combate pelas forças coloniais britânicas na Primeira Guerra de Matabele em 1893-1894.
Hiram Maxim, entretanto, continuou a registar inventos, como uma arma pneumática, um silenciador, pólvora sem fumo, uma ratoeira, uma máquina voadora, etc. Esta última máquina, criada em 1891, era um biplano movido por dois motores a vapor. Chegou a levantar voo numa experiência levada a cabo três anos depois, mas depois despenhou-se e ficou destruída, levando Maxim a desistir do projecto. O inventor foi ordenado cavaleiro pela rainha Vitória em 1901 e morreu em Londres a 24 de novembro de 1916.